# Cantó de Monts-sur-Guesnes
El cantó de Monts-sur-Guesnes és un cantó francès del departament de la Viena, situat al districte de Châtellerault. Té 11 municipis i el cap és Monts-sur-Guesnes.

## Municipis
- Berthegon
- Chouppes
- Coussay
- Dercé
- Guesnes
- Monts-sur-Guesnes
- Nueil-sous-Faye
- Pouant
- Prinçay
- Saires
- Verrue

## Història
| Data d'elecció                           | Identitat   | Partit                     | Qualitat |
| ---------------------------------------- | ----------- | -------------------------- | -------- |
| 1951-1963                                | M. Roy      | UFF                        |          |
| 1963-2001                                | Gilbert Roy | CD, després UDF-CDS        |          |
| 2001-                                    | Bruno Belin | divers droite, després UMP |          |
| les dades anteriors no són pas conegudes |             |                            |          |
|                                          |             |                            |          |

## Demografia
| A partir de 1990: Població sense dobles comptes |